# Chuldu
Chuldu var regerande drottning av kungariket Nabatea mellan 9 f.Kr. och 16 e.Kr.
Hon var hustru och samregent till kung Aretas IV. Hon förmodas vara mor till sönerna Malichus II, Obodas och Rabbel, och döttrarna, Phasa'el, Shu'dat och Hagera.
Det är okänt varför hon efterträddes av drottning Shaqilath.